# آمنیکا سورنستام
آمنیکا سورنستام (سوئدی: Annika Sörenstam; ۹ اکتبر ۱۹۷۰ – ) گلف‌باز اهل سوئد است. از وی به عنوان یکی از بهترین گلف‌باز زن کل تاریخ یاد می‌شود. سورنستام در ۲۰۰۸ بازنشسته شد و تا آن زمان بیش از ۹۰ قهرمانی بین‌المللی کسب کرد. در ۲۰۲۱ وی از بازنشستگی کنار کشید و برنده تورنمنت یو اس اوپن در بخش زنان میانسال شد.
سورنستام در ۷ ژانویه ۲۰۲۱ نشان افتخار آزادی رئیس‌جمهوری از رئیس‌جمهور وقت دونالد ترامپ دریافت کرد.